# Sarcodes sanguinea
Sarcodes sanguinea är en ljungväxtart som beskrevs av John Torrey. Sarcodes sanguinea ingår i släktet Sarcodes och familjen ljungväxter. Inga underarter finns listade i Catalogue of Life.

## Bildgalleri

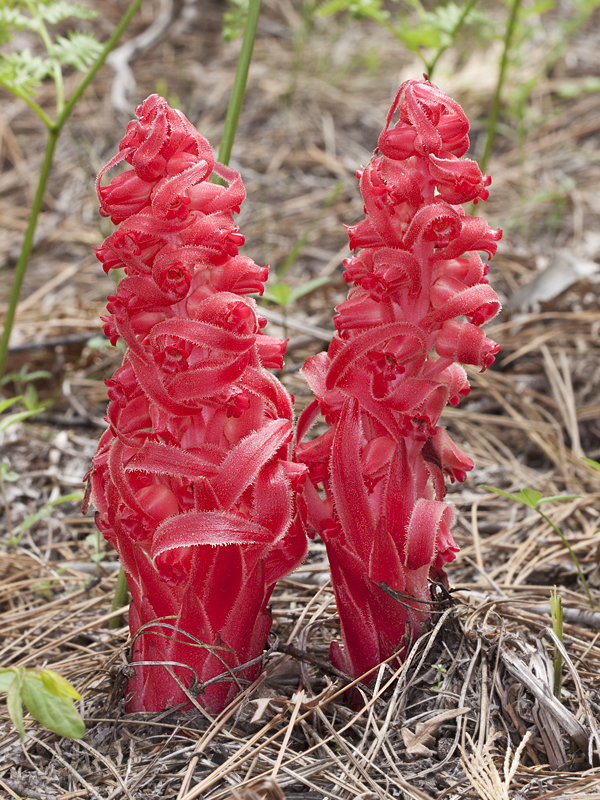
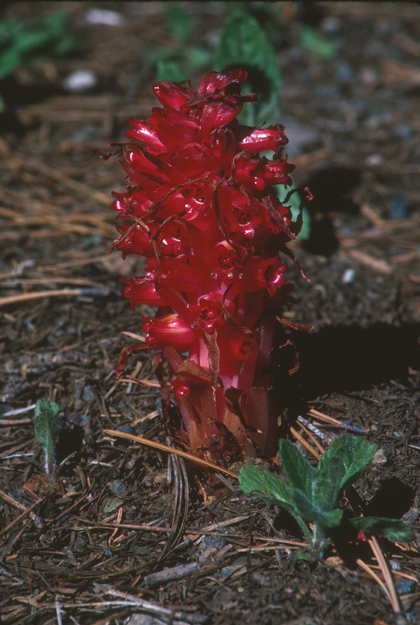
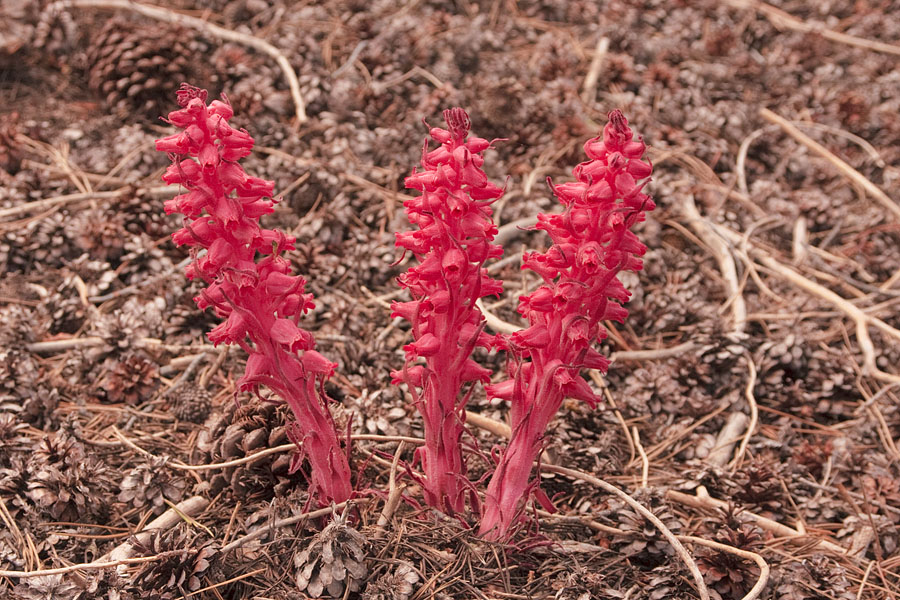
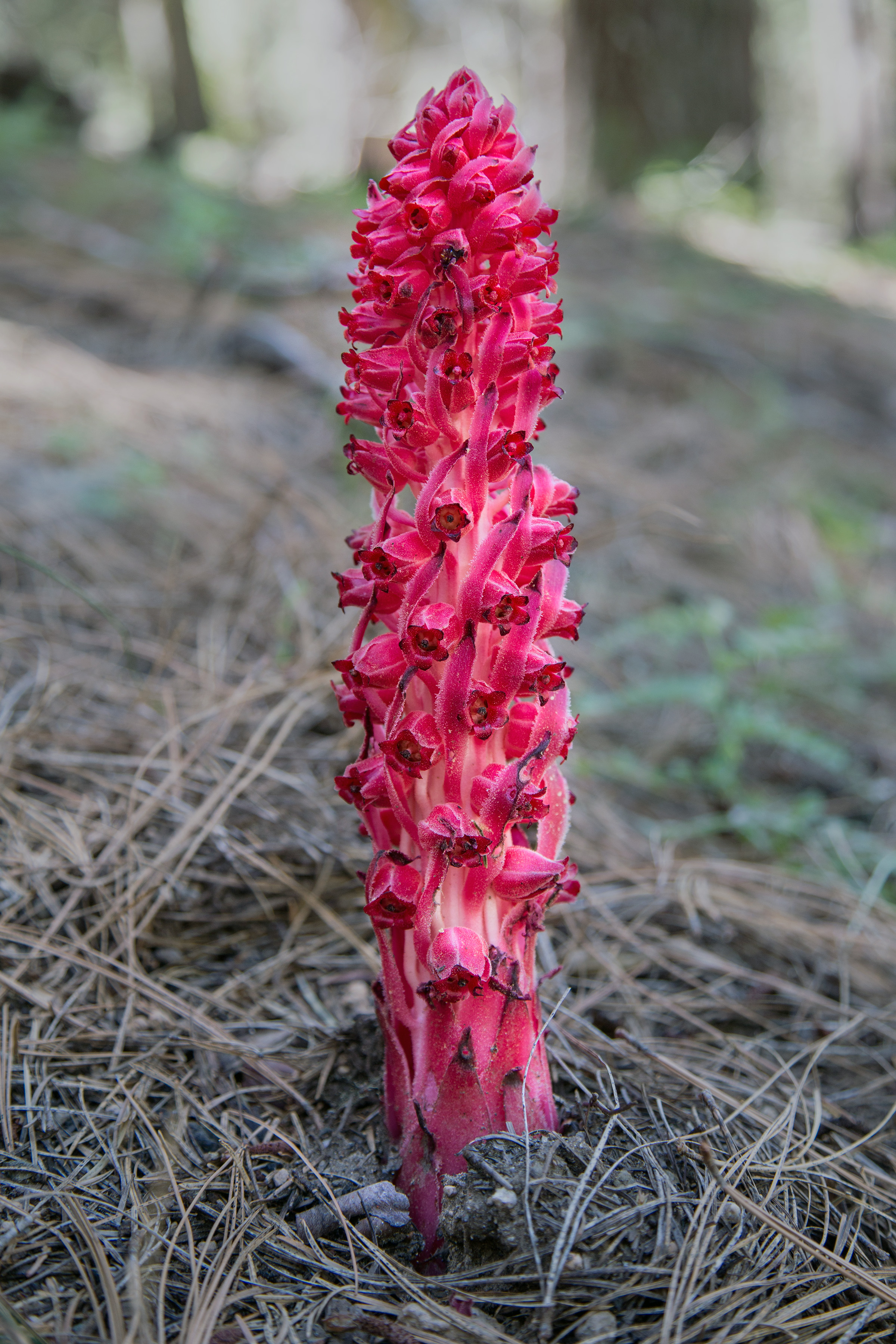
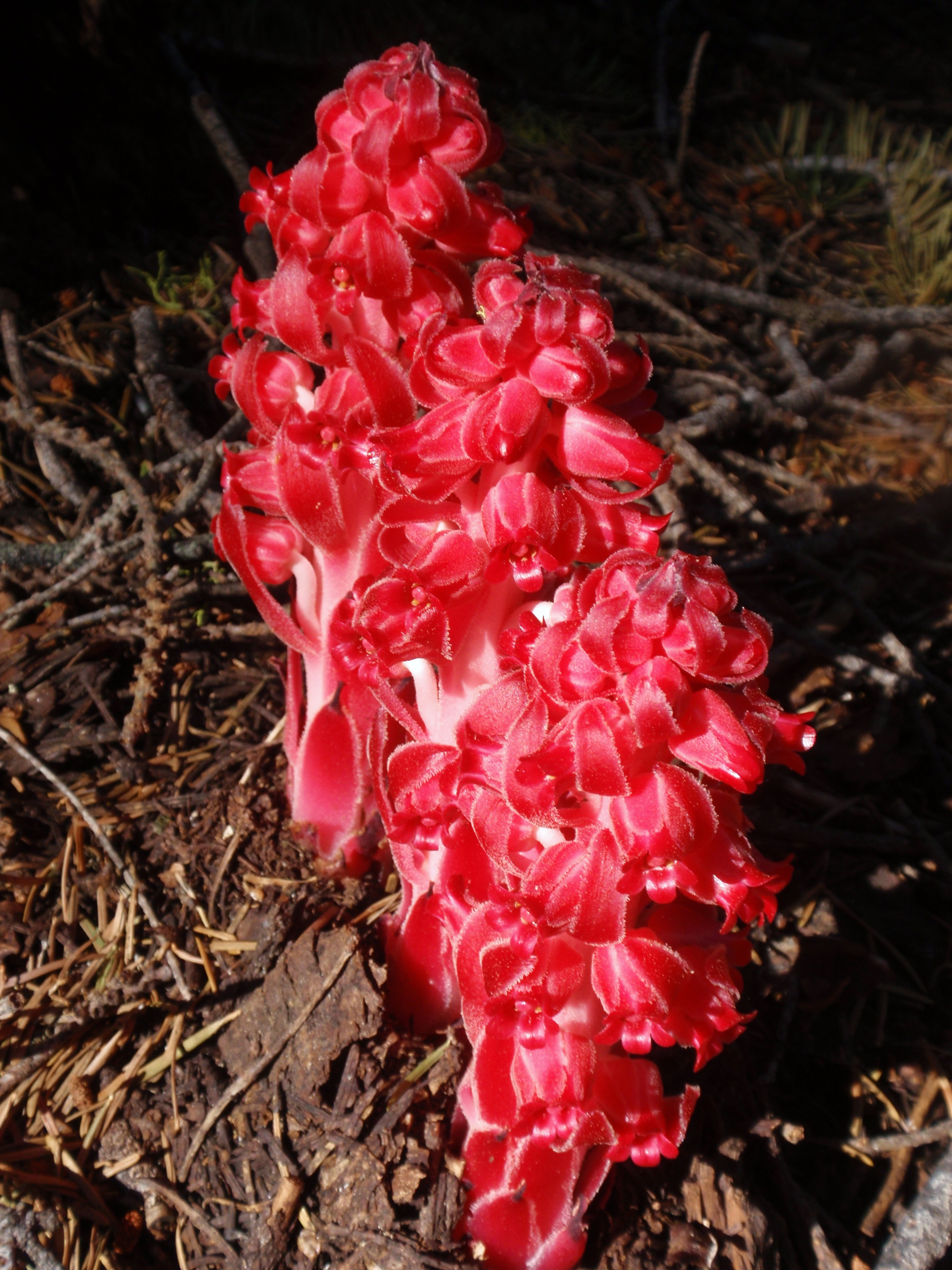
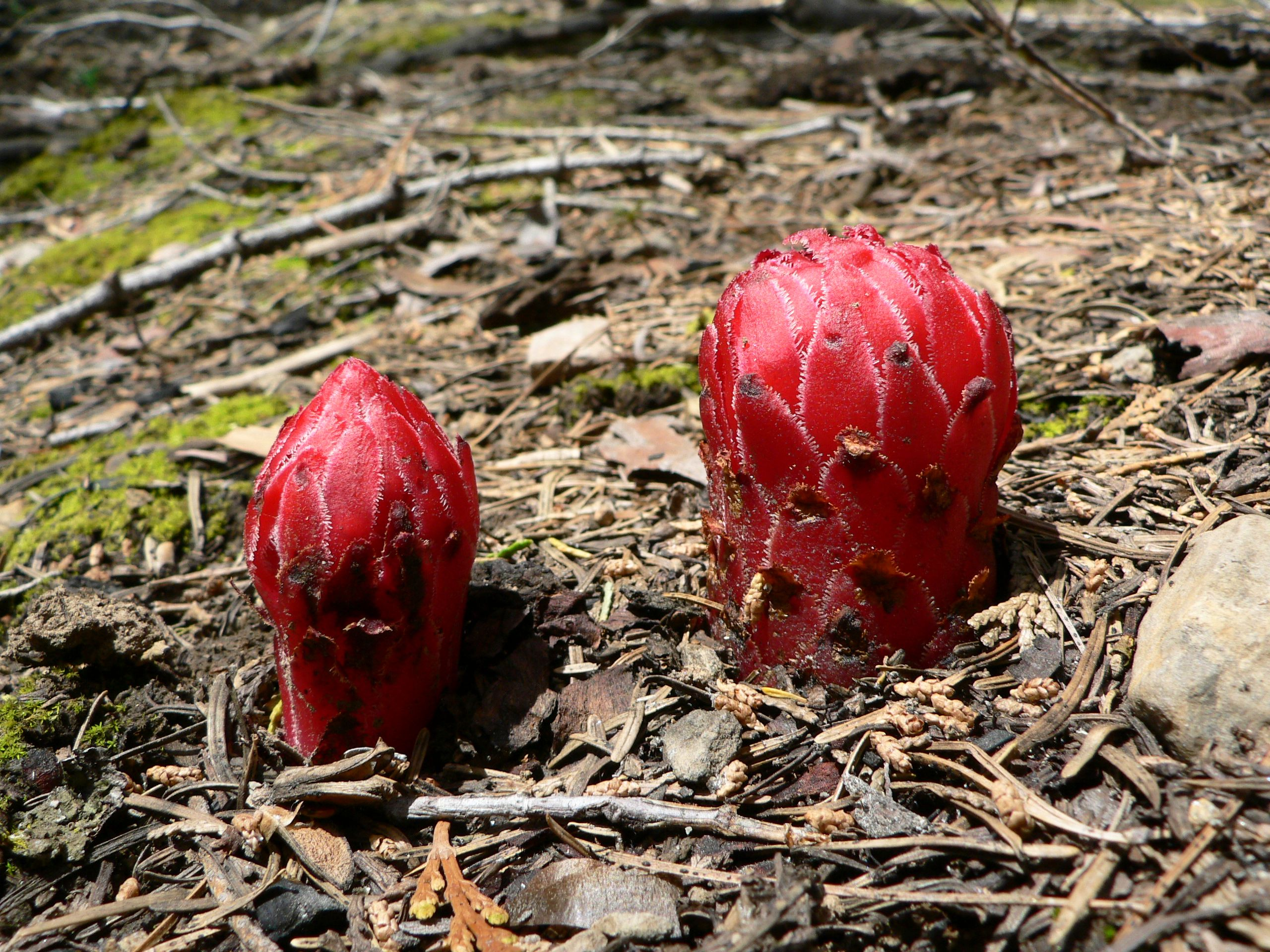